# Агбані Дарего
Вождь Ібіагбанідокібубо Асеніте «Агбані» Дарего, MFR (нар. 22 грудня 1982) — нігерійська модель і королева краси, Перша темноношкіра африканка, яка виграла конкурс Міс Світу.

## Ранній життєпис
Дарего народилася 1982 року в Лагосі в сім'ї шостою із восьми дітей. У 2-річному віці вона з родиною переїхала до Порт-Гаркорта, де вона зростала в D-Line. Дарего відвідувала дитячий садок і початкову школу Беретона Монтессорі, а в десять років була відправлена в школу-інтернат, адже мати страждала від раку грудей. Її мати, Інаєво, володіла бізнесом з торгівлі рисом та бутіком одягу, але померла через два роки після переїзду доньки в інтернат. Дарего розповіла, як ця втрата підготувала її до важких випробувань у майбутньому. Будучи підлітком, Дарего мріяла стати моделлю, і пройшла прослуховування до модельного конкурсу M-Net Face of Africa, незважаючи на супротив свого консервативного батька, але не потрапила до фіналу. Дарего відвідувала жіночий коледж Федерального уряду, Абулома. Після здобуття середньої освіти вона вступила до Університету Порт-Харкорта, де вивчала інформатику та математику.

## Перемога на Міс Світу
У 2001 році Дарего була визнана найкрасивішою дівчиною Нігерії. Через кілька місяців брала участь у конкурсі «Міс Всесвіт» і стала першою нігерійкою, яка потрапила до десятки найкращих півфіналістів, посівши сьоме місце. Агбані Дарего була єдиною учасницею з першої десятки, яка носила скромне майо, а не відверте бікіні під час конкурсу в купальниках.
У листопаді того ж року вона стала першою корінною африканкою, яка отримала титул «Міс світу» (попередні переможниці Пенелопа Коелен та Аннелін Кріл, обидві з Південної Африки, але народилися в Європі. Також Антігона Костанда, яка представляла Єгипет у 1954 році — гречанка). Перемогу Дарего була схвально сприйняли в її рідній країні. Рік перебування на посту королеви був насичений поїздками доброї волі та заплановані виступи від імені конкурсу. Також вона одержала ряд державних нагород Нігерії.

## Модельний бізнес
До виграшу премії MBGN Дарего знімалася для рекламних світлин мережі бутиків Collectables. Після «Міс Всесвіт» британська модель Наомі Кемпбелл запросила її взяти участь у благодійному показі мод Frock 'n' Roll у Барселоні, і незабаром Агбані Дарего уклала контракт моделі з Trump Model Management в США. Невдовзі після свого річного перебування на посту Міс Світу її представляли лондонський та паризький відділи Next Model Management. Тоді ж вона уклала трирічний контракт з L'Oréal, ставши лише другою темношкірою моделлю, яка досягла такого визнання після Ванесси Вільямс. Для Vogue її знімала відома американська фотографка Енні Лейбовіц. Також Агбані Дарего була моделлю інших відомих брендів, зокрема, Avon, Christian Dior, Sephora, Target і Macy's. Світлини Дарего також з'являлися в журналах Elle, Marie Claire, Allure, Trace, Stitch, Cosmopolitan та Essence. Вона працювала з численними дизайнерами, зокрема Оскаром де ла Рентою, Марком Бауером, Томмі Гіллфігером, Ральфом Лореном та Джанфранко Ферре.
На своїй батьківщині Дарего знімалася в рекламних кампаніях бренду засобів для волосся Gentle Touch з моделлю Олучі, а також виступала обличчям Arik Air. Вона також знімалася для обкладинок Complete Fashion, Mania, ThisDay Style, Genevieve, True Love та TW Magazine.

## Інша діяльність

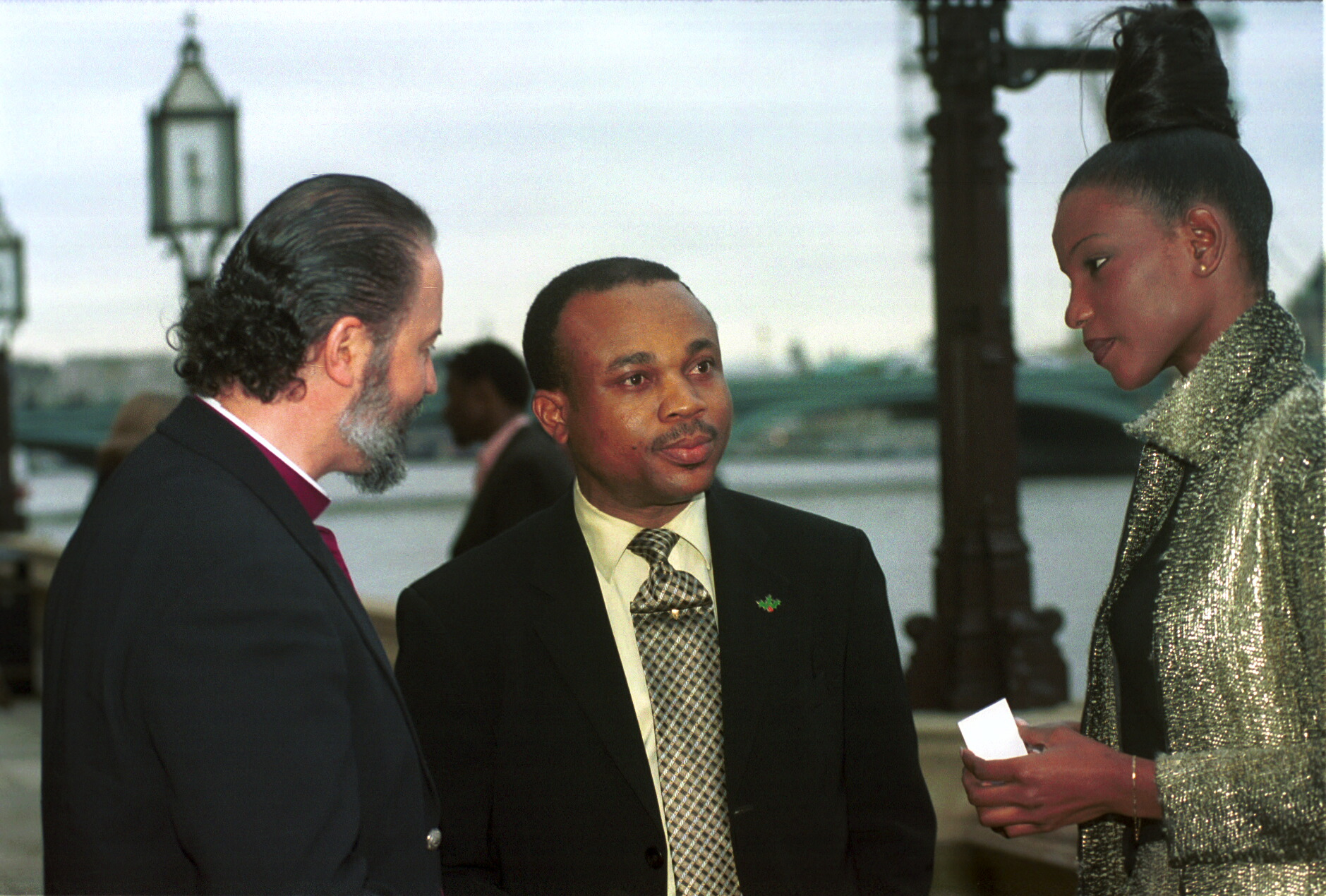
Агбані Дарего на світлині Майкла Спаффорда в Палаті громад у 2001 році

Дарего входила до складу журі численних модельних конкурсів та демонстрації мод, включаючи Міс Світу 2014, Міс Англія 2002, Містер Шотландія 2002 та Elite Model Look Nigeria 2012 та 2014 років. У 2010 році вона запустила реаліті-шоу про стиль і моду Stylogenic на нігерійському телебаченні, а через три роки оголосила про лінію власного деніму AD by Agbani Darego, який включає джинси, сукні, сонцезахисні окуляри та сумки.

## Особисте життя
Після перемоги в 2001 році Дарего була нагороджена званням почесного вождя від Ради вождів Лагоса в Нігерії. На момент вступу на посаду вона була одним із наймолодших вождів у країні.
Через напружений робочий графік Дарего залишила університет Порт-Гаркорта, але після переїзду до Нью-Йорка, де вона підписала контракт з Next Model Management, Ford Models та Trump Models, Агбані Дарего вступила до Нью-Йоркського університету, щоб вивчати психологію. У 2012 році вона одержала диплом.
У квітні 2017 року Дарего вийшла заміж за свого давнього партнера Ішая Данжуму, сина мільярдера Теофіла Якубу Данжуми, на церемонії, що відбулася в Марракеші. У шлюбі у вересні 2018 року народився син, в грудні 2020 року — ще одна дитина.